# 1996 en Belgique
Chronologie de la Belgique
- 1992
- 1993
- 1994
- 1995
- 1996
- 1997
- 1998
- 1999
- 2000

Cette page recense des événements qui se sont produits durant l'année 1996 en Belgique.

## Chronologie
- 29 janvier : mise en service des premières rames Thalys entre Paris et Bruxelles.
- Février 1996 : Un carambolage gigantesque dû au brouillard implique environ 200 véhicules et cause la mort 10 personnes sur l'autoroute E17, à hauteur de Nazareth, dans la province de Flandre-Orientale.
- 28 février : plusieurs dizaines de milliers d'enseignants et d'étudiants manifestent en front commun syndical à Bruxelles[1].
- 10 juillet : loi abolissant la peine de mort.
- 13 août : arrestation du tueur en série Marc Dutroux, qui avoue avoir enlevé, séquestré et violé plusieurs fillettes.

- 15 août : les forces de l'ordre retrouvent deux adolescentes enlevées par Marc Dutroux, Sabine Dardenne et Laetitia Delhez[2].
- 17 août : les enquêteurs retrouvent les corps sans vie de Julie Lejeune et Mélissa Russo, victimes de Marc Dutroux, à Sars-la-Buissière[2].
- 2 septembre : les corps d'Eefje Lambrecks et An Marchal, victimes de Dutroux, sont exhumés à Jumet[3].
- 8 septembre : l'ancien ministre socialiste Alain Van der Biest est inculpé d'assassinat et arrêté. Il est soupçonné d'avoir commandité le meurtre d'André Cools en juillet 1991[4].
- 14 octobre : le juge Jean-Marc Connerotte est dessaisi du dossier judiciaire à l'encontre de Marc Dutroux. La Cour de cassation estime qu'il a fait preuve de partialité en participant à une réunion au bénéfice des parents des enfants disparus (« arrêt spaghetti »)[5]. L'annonce de ce dessaisissement déclenche des arrêts de travail et des manifestations spontanées de citoyens en colère dans de nombreuses villes du pays[6].
- 15 octobre : les ouvriers de l'usine Volkswagen de Forest arrêtent le travail et gagnent à pied le palais de justice de Bruxelles pour manifester leur indignation à la suite du dessaisissement du juge Connerotte. Les pompiers liégeois arrosent le palais de justice place Saint-Lambert en signe de protestation[7].
- 16 et 17 octobre : des manifestants brisent les vitres du palais de justice d'Anvers. Les métallurgistes de Marchienne-au-Pont manifestent devant le palais de justice de Charleroi. À Louvain, des kilos de spaghettis sont déversés sur le palais de justice. D'autres manifestations éclatent à Mons, Namur, Arlon, Gand, Malines ou encore Hasselt[6],[8].
- 18 octobre :
  - Le roi Albert II organise une « table ronde » et y dénonce personnellement le mauvais fonctionnement des institutions judiciaires, à la suite de l'affaire Dutroux[9].
  - Plus de 20 000 jeunes défilent à Gand pour exprimer leur colère. D'autres manifestations ont lieu à Louvain-la-Neuve, Wavre, Liège ou encore Huy. La police procède à des arrestations à Anvers et Ostende pour vandalisme, provocation ou rébellion[10].
- 20 octobre : à Bruxelles, au moins 300 000 personnes participent à la « Marche Blanche » à la demande des familles des victimes de Marc Dutroux. Cette marche vise notamment à dénoncer les lenteurs et dysfonctionnements de la justice belge[5],[11].
- 27 octobre : début des travaux de la commission d'enquête parlementaire chargée d'examiner « la manière dont l'enquête dans ses volets policiers et judiciaires a été menée dans « L'affaire Dutroux-Nihoul et consorts »[12].

## Culture

### Cinéma
- Le Huitième Jour, de Jaco Van Dormael : Pascal Duquenne et Daniel Auteuil reçoivent le prix d'interprétation masculine du Festival de Cannes.
- La Promesse, des frères Dardenne.

### Littérature

#### Littérature en français
- Prix Victor-Rossel : Caroline Lamarche, Le Jour du chien (Minuit)
- Péplum, roman d'Amélie Nothomb.

#### Littérature en néerlandais
- La Rumeur (nl) (De geruchten), roman de Hugo Claus.

## Sciences
- Prix Francqui : Étienne Pays (biologie moléculaire, ULB)[13].

## Naissances
- 8 janvier : Obbi Oularé, joueur de football.
- 26 janvier :
  - Zakaria Bakkali, joueur de football.
  - Igor Decraene, coureur cycliste († 30 août 2014).
- 10 avril : Loïc Nottet, chanteur et compositeur.
- 8 juin : Renée Eykens, athlète.

## Décès
- 9 janvier : Jean Baltus, médecin et homme politique (° 18 juin 1903).
- 20 janvier : Jef Mermans, joueur de football (° 16 février 1922).
- 22 janvier : Arthur Piroton, auteur de bande dessinée (° 4 juin 1931).
- 4 février : Jan Van den Eynden (nl), homme politique (° 29 novembre 1918).
- 9 février : Marcel Vanderhaegen (nl), homme politique (° 29 janvier 1917).
- 15 février : Henri Simonet, homme politique (° 10 mai 1931).
- 16 février : Fernand Lepage, magistrat, chef de la Sûreté de l'État de 1940 à 1944 (° 16 décembre 1905).
- 27 février :
  - Adhémar Deneir (nl), homme politique (° 12 janvier 1935).
  - Mathilde Schroyens, femme politique (° 28 décembre 1912).
- 1er avril : Léon Pétillon, gouverneur général du Congo belge et homme politique (° 22 mai 1903).
- 3 avril : Maurice Brasseur, homme politique (° 15 juin 1909).
- 5 mai : Antoine Saintraint (nl), homme politique (° 28 mars 1927).
- 6 mai : Léon-Joseph Suenens, cardinal et archevêque de Malines-Bruxelles (° 4 septembre 1927).
- 17 mai : Alexandrine Fontaine-Borguet, femme politique (° 21 décembre 1904).
- 18 mai : Roel D'Haese, sculpteur et artiste graphique (° 26 octobre 1921).
- 30 mai : Simone Guillissen-Hoa, architecte (° 7 mars 1916).
- 24 juillet : Jef Van Bilsen, avocat (° 13 juin 1913).
- 8 août : Léo Moulin, sociologue et écrivain d'expression française (° 1906).
- 13 août : Désiré Lamalle, homme politique (° 3 novembre 1915).
- 3 septembre : Robert Devos (nl), homme politique (° 18 novembre 1916).
- 28 septembre : Albert Ayguesparse, écrivain d'expression française (° 1er avril 1900).
- 4 octobre : Étienne de La Vallée Poussin, homme politique (° 23 novembre 1903).
- 8 octobre : Marcel Nicolet, météorologue et géophysicien (° 26 février 1912).
- 12 octobre :
  - Fernand Colla (nl), homme politique (° 11 août 1919).
  - Leopold Decoux (nl), homme politique (° 27 janvier 1908).
- 15 octobre : Jozef Smedts (nl), résistant et homme politique (° 13 mars 1912).
- 24 octobre : Pierre Caille, sculpteur, peintre, graveur, céramiste et joaillier (° 11 janvier 1911).
- 5 novembre : Paul De Visscher (nl), avocat (° 6 septembre 1916.
- 11 novembre : Jan Bascour, homme politique (° 9 février 1923).
- 13 novembre : Roger Windels (nl), homme politique (° 18 mai 1924).
- 22 novembre : Willy Derboven, coureur cycliste (° 19 septembre 1939).
- 24 novembre : Eugeen De Facq (nl), homme politique (° 13 mai 1931).
- 26 novembre : Philippe Hirschhorn, violoniste (° 11 juin 1946).
- 1er décembre : José Nihoul, homme politique (° 22 novembre 1906).
- 2 décembre :
  - Jules Bastin, chanteur lyrique (° 18 août 1933).
  - Jean Jérôme Hamer, cardinal (° 1er juin 1916).
- 3 décembre : Albert De Gryse (nl), homme politique (° 17 mars 1911).
- 27 décembre : Jean-Claude Tramont, réalisateur (° 5 mai 1934), mort à Los Angeles (États-Unis).

## Statistiques
- Population totale au 1er janvier 1996 : 10 143 047 habitants[14].